# Iglesia reformada presbiteriana asociada

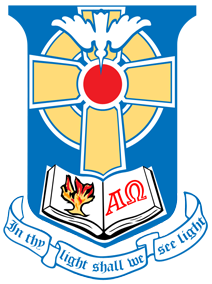
Imagen

La Iglesia Reformada Presbiteriana Asociada es una pequeña congregación, formada de la fusión de la Asociado (Seceder) y la mayoría de los iglesias presbiterianas reformadas (Covenanter) en Filadelfia en 1782. Se trata de una congregación conservadora y es una de las más antiguas en los Estados Unidos.
Entre los cuerpos que constituyen la familia de Iglesias Presbiterianas una de las más prestigiadas, aunque no sea la más numerosa, es la Iglesia Presbiteriana Asociada Reformada.
Los miembros de esta Iglesia Presbiteriana Asociada Reformada reconocen solo a Dios como autoridad en asuntos de fe y conducta y como autoridad suprema en su estructura eclesiástica.
En su celo evangelístico, en su predicación basada invariablemente sobre la Santa Biblia, en su teología conservadora, en su liturgia sencilla, y en su predilección por el canto de los Salmos en el culto esta denominación es una de las más allegadas a los principios y las prácticas eclesiásticas de la Gran Reforma.

## Origen
Persiste una leyenda en el sentido de que a fines del siglo I de la Era Cristiana, por causa de las persecuciones en Grecia y Roma un grupo de creyentes refugiados hallaron albergue en las selvas de la parte Noroeste de Europa, llevando consigo la religión cristiana en la forma que habían aprendido del Apóstol Juan y del Apóstol Pablo.
La Iglesia Presbiteriana Asociada Reformada brotó de ese ambiente y todavía se inclina a ese tipo de vida cristiana: énfasis en la vida pía y considerada de parte del ministro tanto como de los miembros; profundo conocimiento de la Biblia, de parte del ministro tanto como de los miembros; y estructura eclesiástica basada en el juicio y en la experiencia de anclemos gobernantes.

## Historia
En la Reforma (encabezado en el siglo XVI por Lutero, Zwinglio, Calvino y otros) al salir del dominio del papado, miles de congregaciones en Europa se organizaron bajo una forma de gobierno de parte de "ancianos" o "presbíteros".
En Escocia, Inglaterra e Irlanda esta iglesia tomó el nombre de Iglesia Presbiteriana. En Holanda, Suiza, Francia y Alemania, esta iglesia es conocida por el nombre de Iglesia Reformada.
Señalan las Iglesias Presbiterianas y las Iglesias Reformadas:
1.—Gobierno eclesiástico por los miembros de la iglesia por conducto de ancianos gobernantes elegidos para ello por las congregaciones.
2.—Una teología, o sea una interpretación de la Biblia, paulina: que el hombre es justificado por la fe que él tiene en Jesucristo, exclusivamente por la gracia de Dios, por los méritos del Señor Jesucristo, sin merecimiento alguno, sea natural o adquirido, en el hombre.

### Una Iglesia Unida
La Iglesia Presbiteriana Asociada Reformada es el resultado de la unión de elementos de otros dos grupos de presbiterianos: la Iglesia Presbiteriana Reformada y la Iglesia Presbiteriana Asociada.

#### La Iglesia Presbiteriana Reformada
Debido a los esfuerzos del gobierno en Escocia e Inglaterra para establecer una sola iglesia en el reino, allá por el año 1661 se logró establecer prelados y liturgia episcopal en la Iglesia Oficial Presbiteriana de Escocia. Luego varios miles de presbiterianos inconformes se lanzaron en revolución para defender su tradicional religión sencilla. Perdiendo la guerra varios miles de ellos fueron liquidados; los sobrevivientes se unieron al fin en una iglesia independiente. La Iglesia Presbiteriana Reformada. Posteriormente millares de ellos emigraron a las colonias americanas.

#### La Iglesia Presbiteriana Asociada
De vuelta, en 1732, cuatro congregaciones con Ebenezer Erskine y otros tres ministros, y posteriormente muchos miliares de personas, se salieron de la Iglesia Oficial de Escocia para asegurar para sí la predicación de índole evangélico, y el derecho de cada congregación de elegir a su propio pastor. Este movimiento alcanzó gran número de los Presbiterianos escoceses, millares de los cuales emigraron a las colonias americanas.

#### La Iglesia Presbiteriana Asociada Reformada
Al encontrarse en semejantes condiciones de miembros esparcidos y escasez de ministros en las regiones fronterizas de las Colonias Americanas, fuertes contingentes de ambas Iglesias, la Presbiteriana Reformada y la Presbiteriana Asociada, se unieron en una: la Iglesia Presbiteriana Asociada Reformada. Caracterizan las Congregaciones de esta Iglesia:
1.—Adherencia a la doctrina Bíblica como fue expuesto por David, Pablo, Agustín, Juan Calvino, y que se expresa en forma sistematizada en la Confesión de Fe de Westminster.
2.—El canto en el culto de los Salmos exclusivamente.
3.—Un celo muy sensible por la libertad de conciencia, especialmente en cuanto a la liturgia sencilla y en cuanto al sacerdocio innato del creyente.
4.—una convicción de que para toda la humanidad espiritualmente es necesario nacer otra vez; para lograr este objetivo esta iglesia promueve campañas evangelísticas y misiones, y las mantiene por medio de la tesorería de la misma iglesia.